# 퀴륨

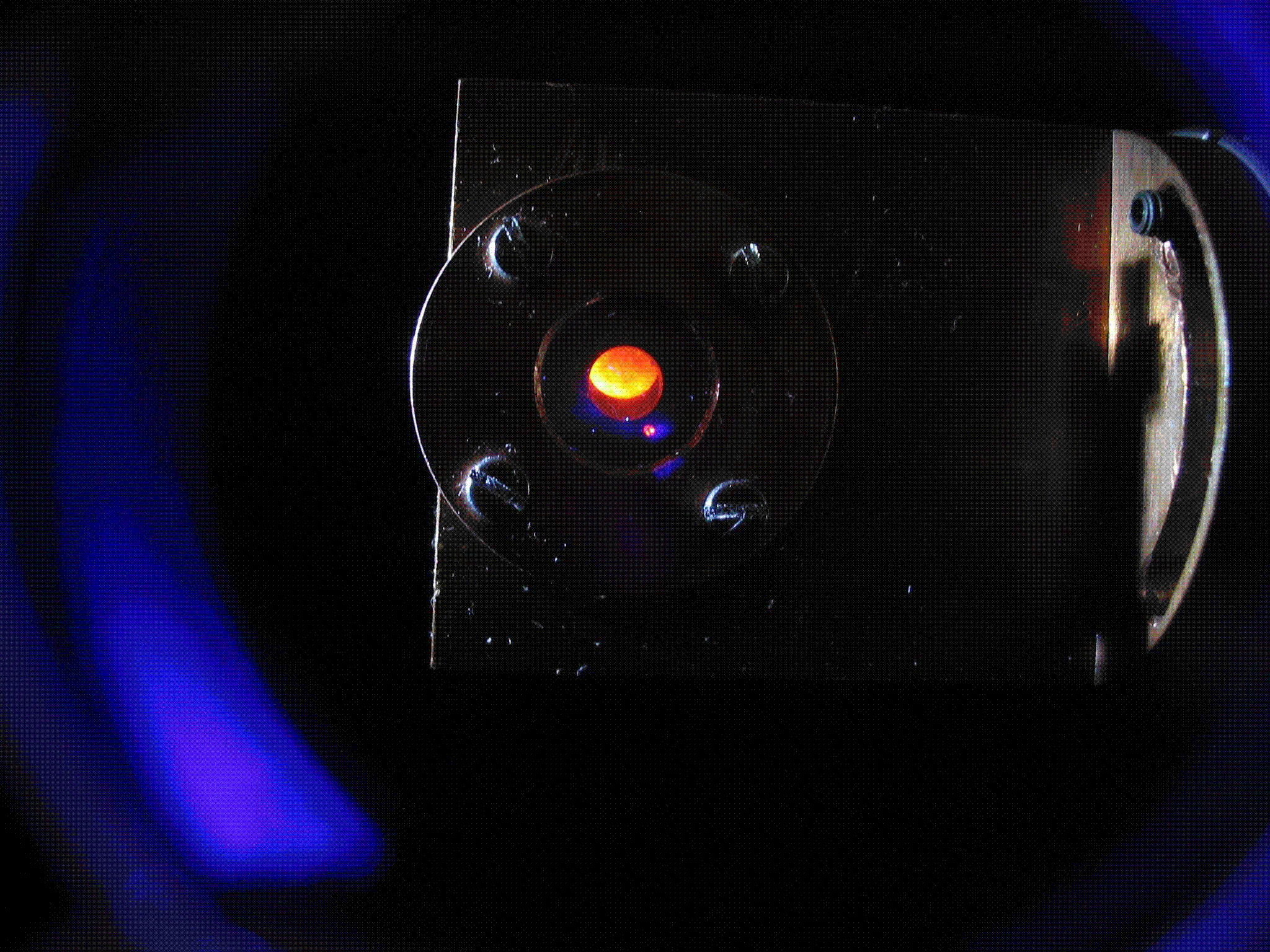

퀴륨(←영어: Curium 큐어리엄[*]) 또는 큐륨(문화어: 큐리움←독일어: Curium 쿠리움[*])은 화학 원소로 기호는 Cm(←라틴어: Curium 쿠리움[*]), 원자 번호는 96이다.
퀴리 부부의 이름을 따서 붙여졌다. 실제로 퀴리 부부가 발견하지는 않았다.
퀴륨은 1944년 글렌 T. 시보그, 랄프 A. 제임스 및 앨버트 기오소 팀이 버클리에서 사이클로트론을 사용하여 의도적으로 처음 만들었다. 그들은 새로 발견된 원소 플루토늄(동위원소 239Pu)에 알파 입자를 충돌시켰다. 그런 다음 이것은 시카고 대학의 금속 연구소로 보내졌고, 그곳에서 최종적으로 작은 퀴륨 샘플이 분리되어 확인되었다. 이 발견은 제2차 세계대전이 끝날 때까지 비밀로 유지되었다. 이 소식은 1947년 11월 대중에게 공개되었다. 대부분의 퀴륨은 원자로에서 우라늄이나 플루토늄에 중성자를 충돌시켜 생산된다. 1톤의 사용후 핵연료에는 ~20g의 퀴륨이 포함되어 있다.
퀴륨은 악티늄족의 녹는점과 끓는점이 높은 단단하고 밀도가 높은 은빛 금속이다. 주변 조건에서는 상자성이지만 냉각되면 반강자성이 되며 다른 자기 전이도 많은 퀴륨 화합물에서 볼 수 있다. 화합물에서 퀴륨의 원자가는 일반적으로 +3이고 때로는 +4이다. 용액에서는 +3 원자가가 우세하다. 퀴륨은 쉽게 산화되며 퀴륨의 산화물이 이 원소의 주된 형태이다. 이는 다양한 유기 화합물과 강한 형광성 복합체를 형성하지만 박테리아 및 고세균에 결합된다는 증거는 없다. 퀴륨이 인체에 들어가면 뼈, 폐, 간에 축적되어 암을 촉진한다.
알려진 모든 퀴륨 동위원소는 방사성이며 핵 연쇄 반응에 대한 임계 질량이 작다. 이것들은 대부분 α 입자를 방출한다. 방사성동위원소 열전 발전기는 이 과정에서 발생하는 열을 사용할 수 있지만 퀴륨의 희귀성과 높은 비용으로 인해 이는 방해가 된다. 퀴륨은 인공 심장 박동기 및 우주선용 RTG의 전원으로 더 무거운 악티늄족과 238Pu 방사성 핵종을 만드는 데 사용된다. 소저너(Sojourner), 스피릿 (탐사차), 오퍼튜니티 (탐사차), 큐리오시티 (탐사차) 화성 탐사차과 혜성 67P/추류모프-게라시멘코(67P/Churyumov-Gerasimenko)의 필레 (우주선) 착륙선을 포함한 여러 우주 탐사선의 알파 입자 X선 분광계에서 α 소스로 사용되어 표면의 구성과 구조를 분석했다.

## 발견 방법
- 플루토늄의 베타 붕괴

## 용도
- α 입자 X-선 분광기
- 원자력 전지
- 우주탐사선의 동력